# Mercedes Cabrera
Mercedes Cabrera Calvo-Sotelo (ur. 3 grudnia 1951 w Madrycie) – hiszpańska polityk, historyk, politolog i nauczyciel akademicki, profesor, parlamentarzystka, w latach 2006–2009 minister edukacji.

## Życiorys
Absolwentka nauk politycznych i socjologii na Uniwersytecie Complutense w Madrycie. Pozostała nauczycielem akademickim na tej uczelni, w 1996 obejmując stanowisko profesora filozofii politycznej. W pracy naukowej zajęła się zagadnieniami z zakresu historii najnowszej, w tym kwestiami relacji między hiszpańską ekonomią i polityką.
W latach 2004–2011 z ramienia Hiszpańskiej Socjalistycznej Partii Robotniczej (PSOE) sprawowała mandat posłanki do Kongresu Deputowanych VIII i IX kadencji.
Od kwietnia 2006 do kwietnia 2008 była ministrem edukacji i nauki w pierwszym rządzie José Luisa Zapatero. Następnie do kwietnia 2009 pełniła funkcję ministra edukacji, polityki społecznej i sportu w drugim gabinecie tego premiera. Po odejściu z parlamentu powróciła do działalności naukowej.